# Grease: The Original Soundtrack from the Motion Picture

Capa do álbum.

Grease: The Original Soundtrack from the Motion Picture é uma trilha sonora do filme Grease, lançado em 1978.